# 이브라히마 밤바
이브라히마 카데르 아리엘 밤바(프랑스어: Ibrahima Kader Ariel Bamba, 2002년 4월 22일 ~ )는 이탈리아의 축구 선수이다. 그의 포지션은 수비형 미드필더로, 현재 카타르 스타스 리그의 알두하일에서 활약하고 있다.

## 클럽 경력
이탈리아에서 코트디부아르인 부모 사이에서 태어난 밤바는 2015년 15세에 프로 베르첼리 유소년 클럽에서 축구를 시작했다.
그는 2020년에 포르투갈 클럽 비토리아 기마랑이스로 이적하였다. 2022년 1월 26일, 밤바는 비토리아와 2025년까지 프로 계약을 맺었다. 방출 조항은 €30M으로 책정되었다. 2022년 2월 27일, 그는 3-0으로 패한 벤피카와의 프리메이라리가 경기에서 비토리아 소속으로 프로 데뷔전을 치렀다.

## 국가대표팀 경력
2022년 5월 24일, 로베르토 만치니 이탈리아 축구 국가대표팀 감독은 53명으로 구성된 훈련 캠프에 밤바를 소집했다.